# Rotflügeltinamu
Das Rotflügeltinamu (Rhynchotus rufescens) auch Rotflügel-Pampahuhn ist eine Vogelart aus der Familie der Steißhühner (Tinamidae). Es bewohnt die Grasländer, Savannen und Buschgebiete des östlichen Südamerikas.

## Merkmale
Das Rotflügeltinamu erreicht eine Größe von 39 bis 42 Zentimetern. Männchen wiegen etwa 700–920 g, Weibchen wiegen etwa 580–1040 g. Das auffälligste Merkmal sind die zimtroten Handschwingen, die auch im Flug erkennbar sind. Der Schnabel ist gebogen und relativ lang. Die Vögel besitzen einen aufstellbaren Schopf, der aus schwarz-gelbbraunen Federn besteht. Flügeldecken und Rücken sind schwarz gesperbert auf sandfarbenem Grund. Die Kehle ist weiß, Hals und Brust sind bei einigen Formen zimtfarben, bei anderen gesprenkelt. Die Unterseite ist blass gelbbraun oder ockergrau, die Körperflanken sind leicht gesperbert. Beide Geschlechter sehen einander sehr ähnlich, doch sind die Weibchen größer. Immature Vögel ähneln bereits den erwachsenen Tieren. Der Ruf ist weit hörbar und wird als viersilbiges Pfeifen beschrieben. Es soll an die englische Zeile „We’ll-wheel-it-here--We’ll-wheel-it-here“ erinnern.

## Verbreitung und Unterarten

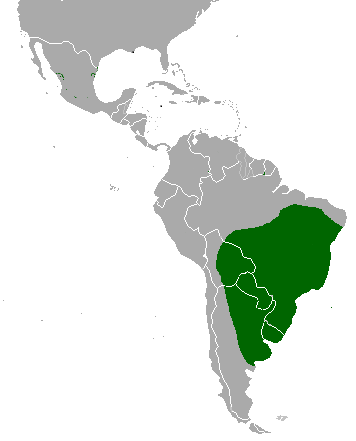
Verbreitungsgebiet des Rotflügeltinamus

Das Rotflügeltinamu bewohnt große Teile des östlichen Südamerikas in den Ländern Brasilien, Bolivien, Paraguay, Uruguay und Argentinien. Fossil ist die Art auch aus dem Pleistozän in Minas Gerais (Brasilien) bekannt. Folgende Unterarten werden unterschieden:
- R. r. rufescens (Temminck, 1815)[2]: Bewohnt Bolivien, Brasilien, Paraguay, Uruguay und Argentinien; Nominatform.
- R. r. catingae Reiser, 1905[3]: Zentral- und Nordostbrasilien; die Oberseite ist im Vergleich zur Nominatform eher gräulichbraun, die hellen Bereiche weniger gelbbraun. Deckfedern an Flanken und Unterschwanz gräulicher.
- R. r. pallescens Kothe, 1907[4]: Nordostargentinien; insgesamt gräulicher als Nominatform, Hals aber nicht so ockerfarben wie bei R. r. catingae.
- R. r. maculicollis G.R.Gray, 1867[5]: Hochland Boliviens und Nordwestargentiniens; auffällige dunkle Sprenkelung im vorderen Hals- und Brustbereich.

R. r. maculicollis wird von der IOC World Bird List 3.4 und einigen weiteren Autoren nicht als Unterart angesehen. Stattdessen wird diese dann als eigenständige Art Huaycosteißhuhn (Rhynchotus maculicollis) G.R.Gray, 1867 betrachtet. Die Abspaltung basiert auf dem Proposal to South American Checklist Committee (#2000-01).

## Lebensraum
Der Lebensraum des Rotflügeltinamus besteht aus feuchtem Grasland, Savannen und Parklandschaften sowie Waldrändern. Die Tiere bevorzugen dabei Gebiete mit relativ üppiger, hoher Vegetation. In einigen Gebieten des Verbreitungsgebietes, etwa in Bolivien und Nordwestargentinien, bewohnt das Rotflügeltinamu trockene Gebirgstäler in Höhen zwischen 1000 und 3000 m.

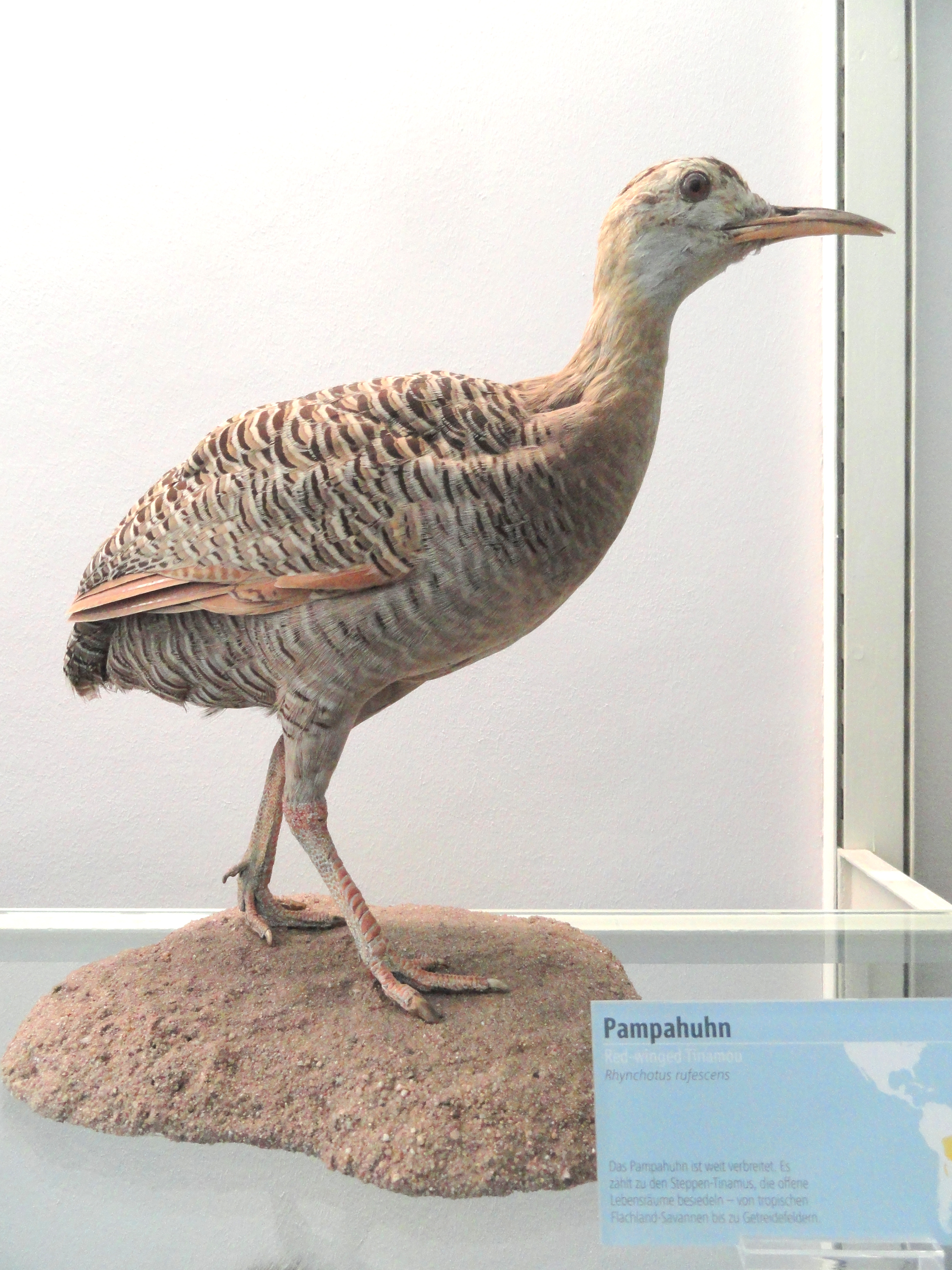
Präparat eines Rotflügeltinamus im Senckenbergmuseum

## Lebensweise
Die Vögel leben einzeln oder paarweise und bewegen sich meist am Boden. Wenn sie aufgestöbert werden, fliegen sie tief über dem Boden mit lautem Flügelschlag. Im Vergleich zu anderen Steißhühnern fliegen Rotflügeltinamus recht gut, doch ermüden sie schnell und landen meist nach 700–1300 m. Die Nahrung besteht im Sommer vorwiegend aus tierischer Kost wie etwa Würmern, Termiten, Heuschrecken, Grillen, Käfern, Wanzen, Raupen und kleinen Wirbeltieren. Im Winter werden hauptsächlich Pflanzen verzehrt. Darunter einerseits Knollen, zarte Wurzeln und Samen vorwiegend von Gräsern sowie andererseits Früchte.
Die Brutzeit variiert je nach Region. In São Paulo in Brasilien findet sie von August bis Januar statt. In Rio Grande do Sul legen Rotflügeltinamus in Gefangenschaft ihre Eier zwischen Oktober und Dezember. Das Nest besteht aus einer kleinen Mulde, oft in der Nähe eines Grasbüschels. Der Nistplatz wird offenbar vom Männchen gewählt. Die Weibchen kommen dann hinzu um die Eier zu legen. Bisweilen legen zwei Weibchen ihre Eier im selben Nest ab. Das Gelege besteht aus sechs bis zehn weinroten oder purpurfarbenen Eiern die vom Männchen bebrütet werden. Wenn es das Nest verlässt bedeckt das Männchen das Gelege mit Federn.

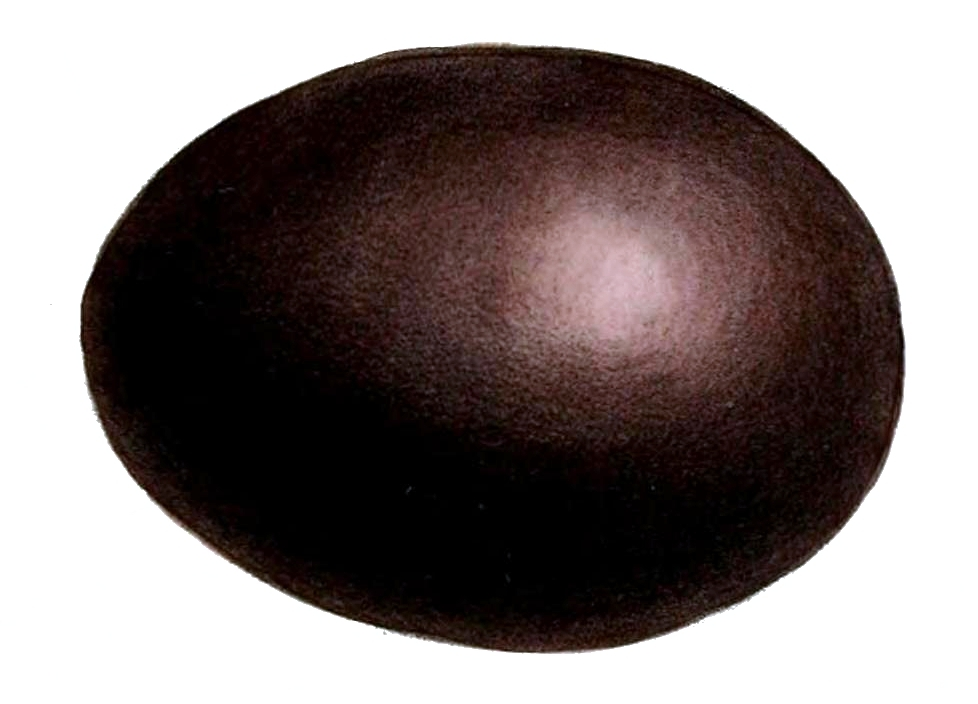
Ei des Rotflügeltinamus

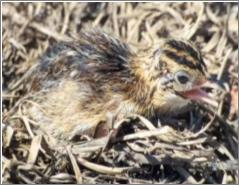
Küken des Rotflügeltinamus

## Bestand und Gefährdung
In manchen Regionen wird das Rotflügeltinamu als Landwirtschaftsschädling betrachtet. Zudem wird es wegen seines Fleisches stark bejagt. Eine weitere Bedrohung ist das Abbrennen des Graslands aus landwirtschaftlichen Gründen und der Einsatz von Insektiziden. Die Bestände sind in Argentinien zurückgegangen und in Brasilien im Schrumpfen begriffen. Dennoch ist die Art noch relativ weit verbreitet und gebietsweise häufig. Die Tiere vermehren sich bereitwillig in Gefangenschaft. Alle Unterarten mit Ausnahme von R. r. catingae werden häufig gehalten und gezüchtet. Das Rotflügeltinamu wird von der IUCN als „nicht gefährdet“ (Least Concern) eingestuft.

## Etymologie und Forschungsgeschichte
Die Erstbeschreibung des Rotflügeltinamus erfolgte 1815 durch Coenraad Jacob Temminck unter dem wissenschaftlichen Namen Tinamus rufescens. 1825 beschrieb Johann Baptist von Spix eine neue Art unter dem Namen Rhynchotus fasciatus, der er eine neue Gattung zuwies. Später stellte sich heraus, dass es sich hierbei um ein Synonym für Rhynchotus rufescens handelte.
Das Wort Rhynchotus ist griechischen Ursprungs und leitet sich aus den Worten ῥύγχος rhynchos für „Schnabel“ und οτης otēs für „als Besonderheit aufweisen“ ab. Das Artepitheton „rufescens“ ist das lateinische Wort für „rötlich“. Auch „pallescens“ ist lateinischen Ursprungs und bedeutet „blass, bleich, farblos“. Der Begriff „catingae“ geht auf die sogenannten „Catinga-Waldungen“ zurück. Diese Waldart ist niedriger und weniger dicht als der typische Regenwald. Die Pflanzen verlieren bei dieser Waldart bei Dürre ihre Blätter und wachsen auf Granit und Kalksteinböden. Alfred Laubmann kommt in seinem Werk Die Vögel von Paraguay zu dem Schluss, dass die Nominatform des Rotflügeltinamus in Paraguay weit verbreitet ist. Insbesondere grenzt er die bei der „3. Gran-Chaco-Expedition“  gesammelten Bälge von der Unterart R. r. pallescens ab.